# ガンズル県
ガンズル(フランス語：Ganzourgou)はブルキナファソの中央大地地方の県。
2006年の人口は約32万人。
県都はゾルゴ(約2.2万人)。
他の主要都市はモグテド(約1.5万人)とメグエト(約0.7万人)が有る。
首都ワガドゥグーとニジェールの首都ニアメーを結ぶ道路がゾルゴを通る。

## 行政区画

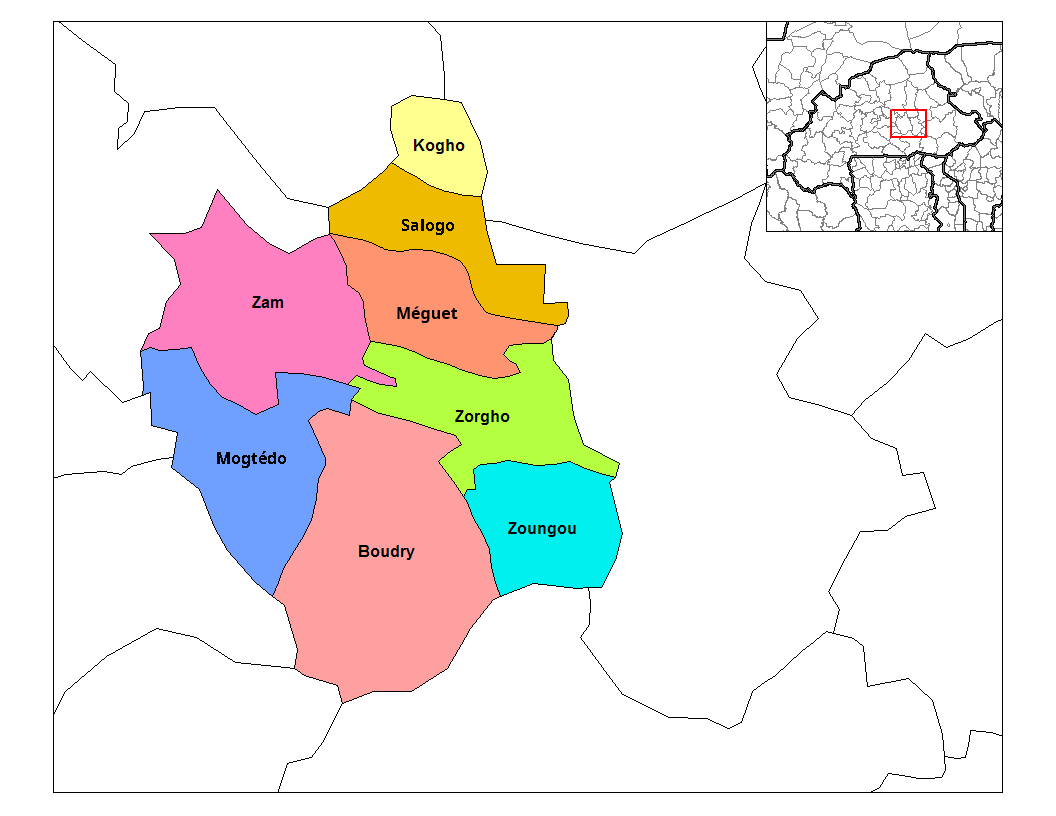
ガンズル県の郡

| 郡           | 郡都       | 2006年の人口 |
| ------------ | ---------- | ------------ |
| ブードリー郡 | ブードリー | 80,948       |
| コゴ郡       | コゴ       | 15,790       |
| メグエト郡   | メグエト   | 34,724       |
| モグテド郡   | モグテド   | 50,809       |
| サロゴ郡     | サロゴ     | 21,405       |
| ザム郡       | ザム       | 39,582       |
| ゾルゴ郡     | ゾルゴ     | 46,898       |
| ズング郡     | ズング     | 29,674       |

## 地理
- 北：サンマテンガ県
- 北東：ナメテンガ県
- 東：クリテンガ県
- 南：ブルグ県
- 南南西：ズンドウェオゴ県
- 西南西：バゼガ県
- 西：カディオゴ県
- 北西：ウブリテンガ県